# فرنسيسكو بيتروني
فرنسيسكو بيتروني (بالإسبانية: Francisco Antonio Petrecca Mesulla)‏ هو ناقد سينمائي وممثل أرجنتيني، ولد في 14 أغسطس 1902 في بوينس آيرس في الأرجنتين، وتوفي بنفس المكان في 11 مارس 1967 بسبب سرطان. من الجوائز التي نالها Silver Condor Award for Best Actor ‏ سنة 1944.

## جوائز
- Silver Condor Award for Best Actor [الإنجليزية]‏ (1944)

## وصلات خارجية
- فرنسيسكو بيتروني على موقع IMDb (الإنجليزية)
- فرنسيسكو بيتروني على موقع ألو سيني (الفرنسية)
- فرنسيسكو بيتروني على موقع أول موفي (الإنجليزية)
- فرنسيسكو بيتروني على موقع قاعدة بيانات الأفلام السويدية (السويدية)
- فرنسيسكو بيتروني على موقع قاعدة بيانات الفيلم (الإنجليزية)
- فرنسيسكو بيتروني على موقع كينوبويسك (الروسية)